# エリュマントスの猪

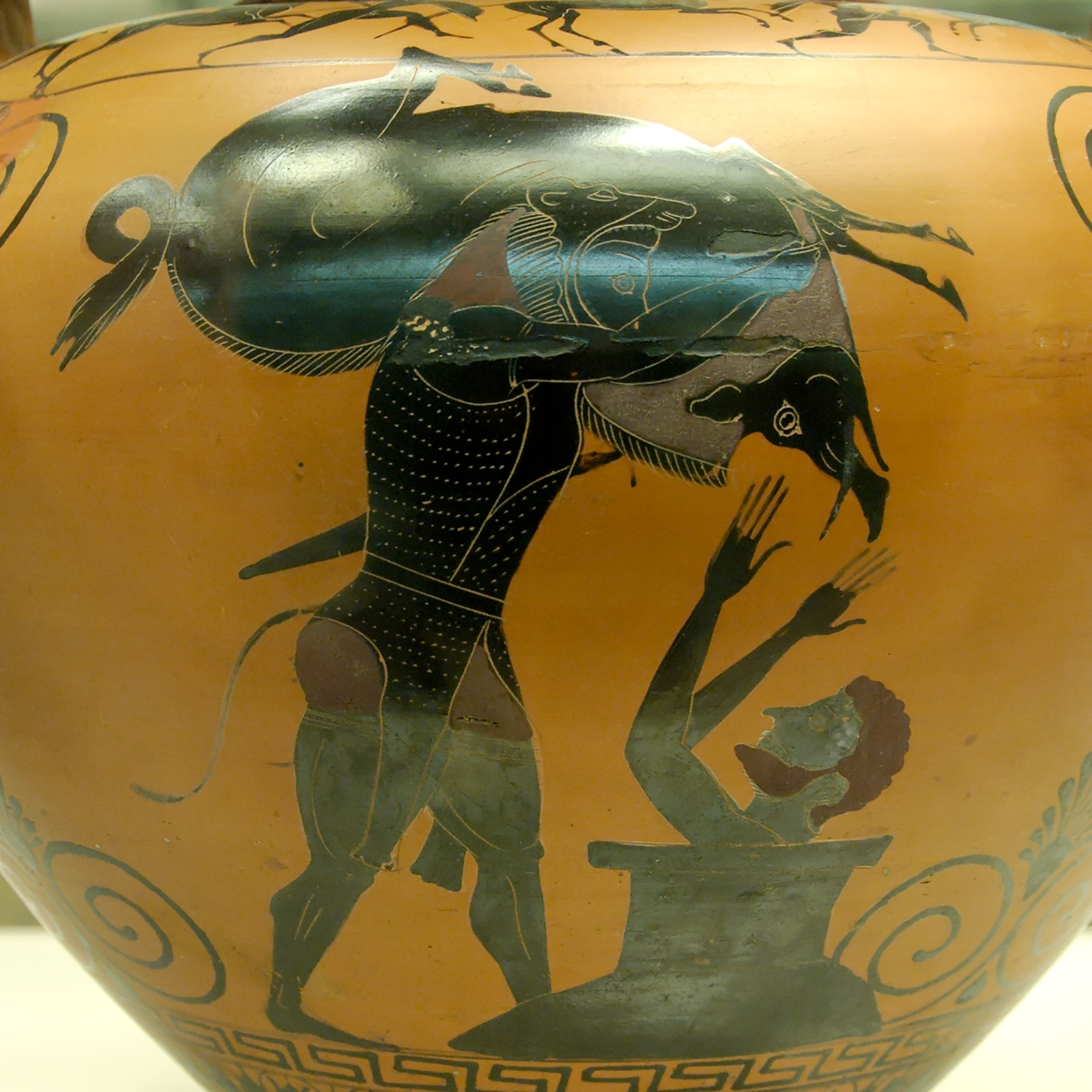
ヘーラクレースとエリュマントスの猪。捕らえた猪を見せようとするヘーラクレースと、青銅の大甕に隠れるエウリュステウスの姿が描かれている。紀元前550年頃作。ロンドン、大英博物館所蔵。

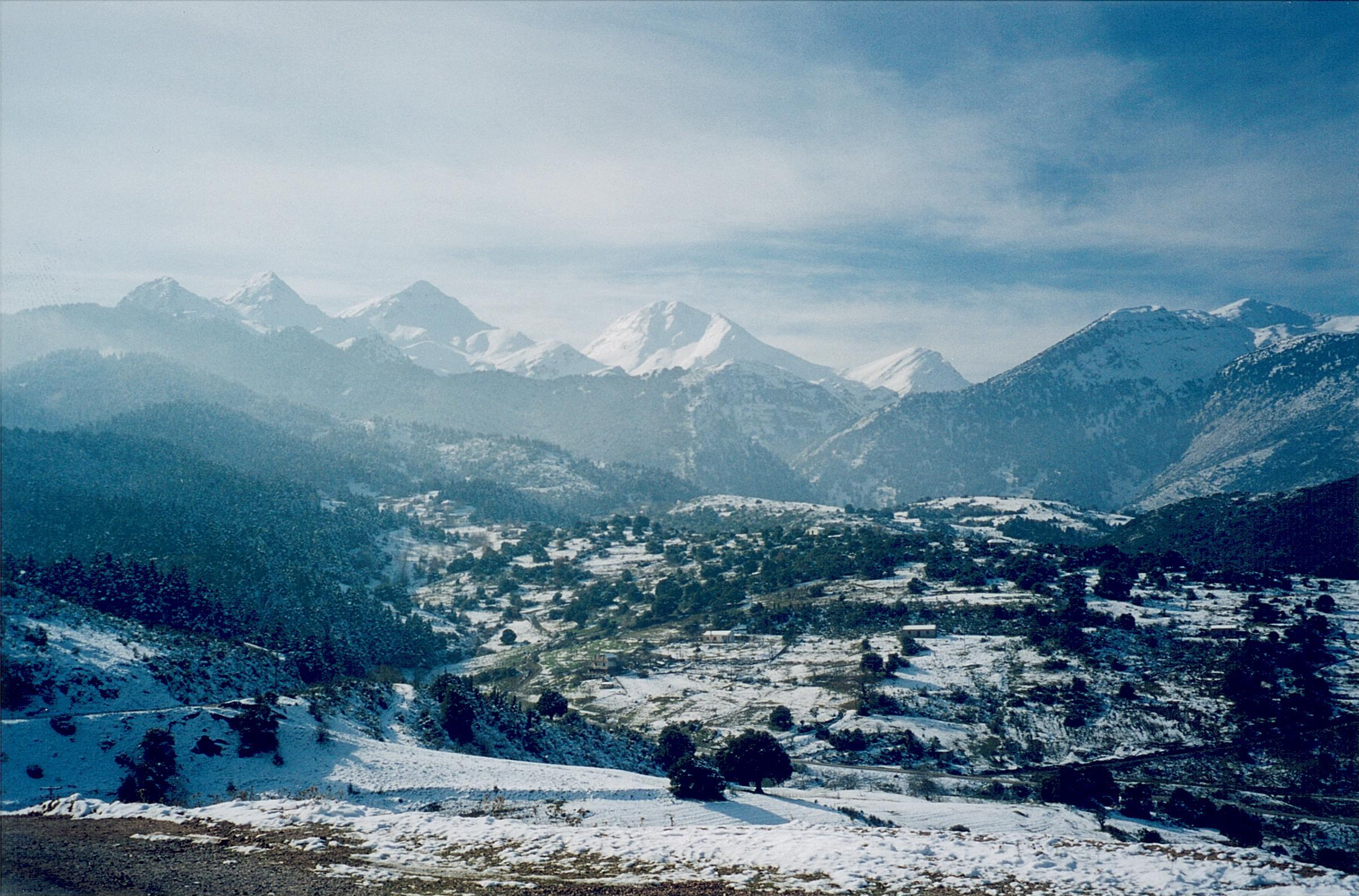
雪に覆われたエリュマントス山。アポロドーロスによれば、ヘーラクレースは雪の中でエリュマントスの猪を捕らえたとされる。この山はアルカディア地方の北西部に位置し、アカイアとエーリスの両地方の境界となっている。

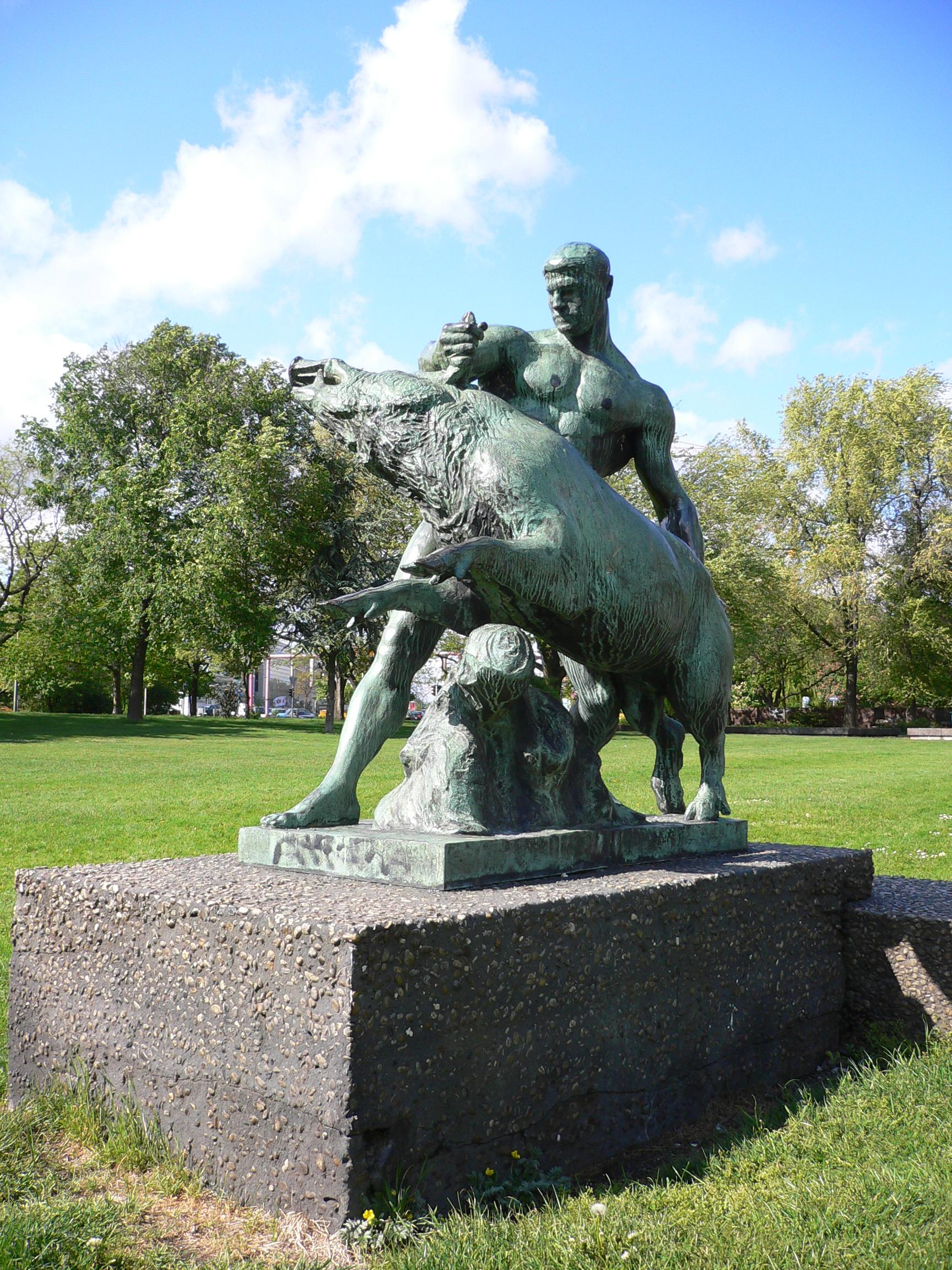
ヘーラクレースとエリュマントスの猪。1904年、ルイス・トゥアイロン作（ベルリン、ティアパーク）

エリュマントスの猪（エリュマントスのいのしし、Erymanthian Boar）は、ギリシア神話に登場する怪物である。アルカディア地方の高地、エリュマントス山に棲む獰猛な大猪で、プソーピス一帯の田畑や農村を荒らして回った。そのため住民たちに酷く怖れられていた。

## 概要
大猪が現れたエリュマントス山は、『オデュッセイア』によればアルテミスの馴染みの土地で、女神はここでよく狩りを楽しんだとされる。神話学者カール・ケレーニイが示唆するところでは、この猪を放ったのはアルテミスである。というのはアルテミスが住民に対して怒るとき、カリュドーンで起きたように凶暴な猪を送り込むことがあったからである。
ミュケーナイ王エウリュステウスはこの猪の生け捕りをヘーラクレースに命じた。アポロドーロスはこれをヘーラクレースの12の功業のうち4番目としているが、シケリアのディオドロスやヒュギーヌスは3番目としている。

## 神話

### ケンタウロス族との戦い
ヘーラクレースはエリュマントスの猪を捕らえるにあたり、まずケンタウロス族と戦わなければならなかった。エリュマントスに向かう途中、ポロエーで善良なケンタウロス・ポロスに饗応されたが、酒を飲みたくなったヘーラクレースはポロスが止めるのも聞かずにケンタウロス族が共有していた酒甕を開いた。すると酒の匂いにつられて武装したケンタウロス族が集まって来て、争いになったため、ヘーラクレースは彼らと戦いながらペロポネーソス半島の東南端であるマレアー岬まで追い立てた。そこはケイローンが移住した土地であり、ケンタウロスたちはケイローンを頼って逃げこんだ。こうしてケイローンの住処にケンタウロス族を追い詰めたヘーラクレースは彼らを討つべく矢を放ったが、そのうちの1つがエラトスの腕を貫通して、ケイローンに当たってしまった。ケイローンは不死だったために、矢に塗られていたヒュドラーの毒に苦しみ続けなければならなかったが、ヘーラクレースはどうすることも出来なかった。一方、ヘーラクレースを饗応したポロスは、屈強な同族たちがヘーラクレースの矢によっていともたやすく倒されたことを不思議に思って、矢を拾い上げた。しかし手を滑らせて鏃が脚に当たり、ヒュドラーの毒で死んでしまった。
生き残ったケンタウロスたちは各地に逃げた。一部はマレアー山に、エウリュティオーンはポロエーに、ネッソスはエウエーノス河に逃げた。またホマドスはアルカディア地方でエウリュステウスの姉妹アルキュオネーを襲ったが、ヘーラクレースによって殺された。

### 猪の生け捕り
ヘーラクレースはポロスを埋葬したあと、エリュマントスの猪の狩りに向かった。ヘーラクレースは雪原に罠を仕掛け、猪を発見すると大声で叫びながら追い回し、疲れさせた後に、首尾よく罠に追い込んで捕らえた。これに対してシケリアのディオドロスは猪と格闘して捕らえたとしている。ヘーラクレースは猪をエウリュステウスに見せるために、ミュケーナイの王宮まで担いで来たが、それを見たエウリュステウスは大いに怯えて、青銅の大甕の中に隠れたという。
なお、イタリア、クマエーのアポローン神殿にはエリュマントスの猪のものと伝わる牙が残されていた。